# Phía Tây không có gì lạ
Phía Tây không có gì lạ (tiếng Đức: Im Westen nichts Neues) hoặc Mặt trận miền Tây vẫn yên tĩnh là tiểu thuyết đề tài phản chiến của Erich Maria Remarque, một cựu binh Đức từng tham gia Chiến tranh thế giới thứ nhất. Tác phẩm được ra mắt lần đầu vào tháng 11 và 12 năm 1928 trên tờ báo Vossische Zeitung của Đức và in thành sách vào tháng 1 năm 1929. Tác phẩm được viết dưới dạng hồi ký của một người lính Đức kể về cuộc sống chiến đấu và những nỗi kinh hoàng mà anh và các đồng đội trải qua trong các chiến hào tại Mặt trận phía Tây của cuộc Chiến tranh thế giới thứ nhất và được xem là một trong số những tác phẩm hay nhất viết về thời kì này. Chỉ trong 18 tháng đầu, tác phẩm đã đạt được thành công vang dội, với 2,5 triệu bản in bằng 25 ngôn ngữ của tác phẩm đã được bán hết. Tiếng vang của cuốn sách mở rộng đến cả hai bên bờ Đại Tây Dương, lôi cuốn nhiều độc giả Đức, Anh, Pháp và Hoa Kỳ. Thậm chí, có người còn nhìn nhận đây là một cuốn truyện hay nhất mọi thời đại về đề tài phản chiến. Cùng với tiểu thuyết Giã từ vũ khí của nhà văn Hoa Kỳ Ernest Hemingway, "Phía Tây không có gì lạ" cũng có thể được xem như hai bộ tiểu thuyết tiêu biểu nhất về nỗi đau của con người thời Chiến tranh thế giới thứ nhất. Năm 1930, tác phẩm trở nên nổi tiếng hơn, khi được chuyển thể thành phim cùng tên do Lewis Milestone làm đạo diễn và giành luôn giải Oscar cùng năm đó. Trong thời kỳ Đức Quốc xã, Adolf Hitler đã cấm tiểu thuyết này, vì ông này xem tác phẩm là một sự "móp méo" hình ảnh của binh lính Đức thời Đại chiến đồng thời Remarque bị đảng quốc xã Đức đả kích dữ dội.
Đến nay, với tình cảm chống chiến tranh của Remarque, thiên truyện này vẫn còn phổ biến và có sức lôi cuốn rộng rãi. Đoạn cuối của truyện, miêu tả về cái chết của nhân vật chính, được xem là những đoạn hấp dẫn nhất của cả tác phẩm. "Phía Tây không có gì lạ" đã đi vào lịch sử văn chương thế giới như một trong những tác phẩm bán chạy nhất của châu Âu vào thế kỷ thứ XX.

## Tóm tắt nội dung
Tác phẩm lấy bối cảnh của Mặt trận phía Tây trong Chiến tranh thế giới thứ nhất. Nhân vật chính và cũng là người tường thuật câu chuyện theo ngôi thứ nhất là Paul Bäumer, một người lính Đức mới 19 tuổi. Anh và những người bạn học cùng lớp của mình đã bị thuyết phục bởi vị giáo sư của họ là Kantorek, nên gia nhập Quân đội Đế quốc Đức để tham gia chiến tranh. Họ được đưa ra Mặt trận phía Tây, nơi đang diễn ra những trận đánh ác liệt giữa liên quân Anh-Pháp và Đức. Tác phẩm đã miêu tả một cách chân thật cuộc sống chiến đấu gian khổ và tàn khốc của những người lính này trong những chiến hào của cuộc Chiến tranh thế giới thứ nhất khi phải thường xuyên đối mặt với những trận pháo kích cường độ cao, hơi độc và cả xe tăng của đối phương. Có một lần khi được nhiệm vụ canh gác tù binh Nga, Paul đã nhận ra rằng những người lính Nga này cũng là con người như mình mà thôi, và anh cảm thấy không thể nào coi họ như kẻ thù được. Có một lần, Paul cùng với các đồng đội xung phong đi trinh sát trong bối cảnh Kaiser sắp đến thị sát mặt trận, và anh đã bị lạc trong đêm trường hỗn loạn, mãi mới tập hợp lại được. Quân Đức đã đánh tan một cuộc tấn công của đối phương, Paul đâm chết được một lính Pháp và đã chứng kiến cảnh hấp hối thật đau đớn của binh sĩ. Đây là kẻ địch đầu tiên bị chính tay Paul tiêu diệt. Song, anh cảm thấy đau xót và xin cái xác người ấy tha lỗi cho anh: "Này anh bạn, mình có muốn giết cậu đâu..... Tại sao người ta không nói cho bọn mình biết rằng chính các cậu, các cậu cũng chỉ là những con chó khốn khổ như bọn mình, rằng các bà mẹ của các cậu cũng đau khổ như mẹ chúng mình, rằng chúng ta đều sợ chết như nhau, đều chết một cách giống nhau, chịu những nỗi đau đớn như nhau? Bạn ơi, hãy tha thứ cho mình; tại sao cậu lại có thể là kẻ thù của mình? Nếu chúng ta bỏ những vũ khí và bộ quân phục này đi, thì cậu rất có thể là người anh em của mình..." Paul cảm thấy mình đáng lên án vì đã giết chết một người lính cũng chỉ giống như mình mà thôi. Nhiều người bạn của Paul lần lượt ngã xuống còn bản thân anh thì ngày càng tỏ ra chán ghét chiến tranh vì những nỗi kinh hoàng mà nó mang lại cũng như chiến tranh đã cướp đi tuổi trẻ và những người đồng đội của anh. Rốt cuộc, cuộc chiến tranh mà giáo sư Kantoreck đã nồng nhiệt kêu gọi nhóm bạn của Paul tham gia chiến đấu, không mang lại cho họ một niềm vinh quang nào.
Thế rồi, anh trở thành người duy nhất còn sống sót trong bảy người học sinh đã lên đường chiến đấu của Giáo sư Kantorek. Khi ấy, người ta chỉ còn nghĩ đến ngưng chiến và hòa bình mà thôi, và bản thân Paul cũng tin là hai bên sẽ sắp đình chiến. Cho là mình sắp được trở về quê nhà, Paul có cảm nghĩ: "Nếu bây giờ, chúng tôi trở lại gia đình, chúng tôi mệt mỏi, rã rời, trống rỗng, không còn gốc rễ và không còn hy vọng.". Trong phần cuối của tác phẩm, Paul có lời tự sự: "Cuộc sống đã bắt tôi phải qua những năm tháng ấy, vẫn đang còn tồn tại trong hai bàn tay và cặp mắt của tôi có làm chủ được cuộc sống ấy không... Tôi không biết..." Kết thúc tác phẩm là cái chết của Paul Bäumer vào một ngày tháng 10 năm 1918, một ngày mà tình hình trên suốt Mặt trận yên ả đến lạ kỳ, tới mức các báo cáo quân sự từ mặt trận phía Tây chỉ chứa gọn một câu "Ở phía Tây, không có gì lạ" và nó đã được lấy làm tựa đề cho cuốn tiểu thuyết. Tác phẩm kết thúc bằng gương mặt yên bình của Bäumer khi chết và lúc người ta lật người anh lên, anh vẫn toát ra vẻ bình thản chứ không hề có một biểu hiện đau đớn gì cả. Có vẻ như anh hài lòng vì sự kết thúc đã đến.
Tác phẩm đã thể hiện chân thành tư tưởng của Remarque:
| “                | Dẫu họ dạy chúng ta rằng trọng trách với quốc gia là vĩ đại nhất, chúng ta thừa biết rằng sự giãy chết còn mạnh mẽ hơn. | ” |
| — Erich Remarque | |   |

## Các nhân vật chính khác

### Albert Kropp
Được xem như bạn thân nhất của Paul Bäumer và là người sáng suốt nhất trong nhóm. Ở cuối cuốn tiểu thuyết, anh bị thương và được đưa về bệnh viện Thiên chúa giáo cùng Bäumer. Tại đây, anh đã có ý định tự sát khi nghe tin mình có thể phải đeo chân giả suốt đời nhưng cuối cùng anh đã bình tĩnh lại và từ bỏ ý định đó. Kropp và Bäumer chia tay nhau khi Bäumer bị gọi trở ra lại mặt trận. Số phận sau đó của Albert không được thấy nhắc đến trong phần còn lại của tác phẩm.

### Müller
Müller cũng 19 tuổi và là bạn cùng lớp của Paul. Anh tình nguyện tham gia mặt trận nhưng lúc nào cũng kè kè cuốn sách bên người và mơ đến chuyện thi cử khi trở về. Khi một người bạn của anh là Kemmerich chết, anh đã được thừa hưởng đôi giày của anh này, vật mà anh ước ao từ lâu. Sau đó, anh chết vì một vết thương nặng và trước khi chết anh đã trao lại cuốn sách và đôi giày cho Bäumer.

### Stanislaus Katczinsky
Thường gọi là Kat và là người chiến đấu thường xuyên nhất bên cạnh Bäumer. Anh lớn tuổi và có nhiều kinh nghiệm hơn Paul, từng cứu Paul khi anh còn là một tân binh. Ngoài ra, anh còn có những khả năng đặc biệt như có một giác quan thứ sáu để tránh nguy hiểm và nhất là khả năng kiếm thức ăn cho đồng đội.
Ở cuối cuốn tiểu thuyết (mùa hè năm 1918), Kat bị trúng đạn khi đang mang thực phẩm. Bäumer đã cõng anh lên lưng và đưa đến bệnh viện dã chiến nhưng trên đường đi một quả đạn pháo đã bay trúng đầu và cướp mất mạng sống của anh. Đây cũng là người bạn cuối cùng của Bäumer chết trong cuộc chiến.

## Sự cấm đoán của chính quyền Đức Quốc xã
Bên cạnh sức lôi cuốn rất lớn của "Phía Tây không có gì lạ", tiểu thuyết này cũng gây tranh cãi dữ dội. Đảng Công nhân Đức Quốc gia Xã hội chủ nghĩa cho rằng tiểu thuyết này "có hại" cho niềm tự hào dân tộc Đức, và đảng này đã đốt sách tại Nhà hát Nhạc kịch (Opernpflatz) trong một buổi lễ thiêu sách khét tiếng của Đức Quốc xã vào ngày 10 tháng 10 năm 1933. Đảng phát xít Đức còn tuyên bố như sau:
| “              | Như một cuộc phản kích nhằm vào sự phản bội dưới hình thức văn chương đối với những người lính của cuộc Đại chiến, và trên tinh thần giáo dưỡng cho nhân dân về sức mạnh của sự thật, tôi quyết định bỏ các tác phẩm của Erich von Remarque vào đống lửa. | ” |
| — Phát xít Đức | |   |

Thực chất, phát xít Đức đọc truyện này chỉ với một mục đích duy nhất để lăng mạ tác giả. Ngoài tiểu thuyết nổi tiếng này ra, chính quyền Hitler cũng thiêu rụi cuốn Giã từ vũ khí của nhà văn Ernest Hemingway (người Mỹ). Theo sau vụ đốt sách này, rất nhiều người công kích, phỉ báng ông. Chính quyền phát xít tung ra những tin đồn vô căn cứ, theo đó ông là một người Pháp lai Do Thái, và sinh ra một gia đình triệu phú, lại chưa hề biết thế nào là xông pha trận mạc.

## Chuyển thể từ tác phẩm
Tiểu thuyết Phía Tây không có gì lạ của Remarque, cùng với tiểu thuyết Giã từ vũ khí của Hemingway, trở thành hai tiểu thuyết hay nhất nói lên nỗi kinh hoàng về chiến tranh tổng lực trong cuộc Đại chiến thế giới lần thứ nhất.

### Phim
Vào năm 1930, tiểu thuyết này đã được dựng thành phim bởi đạo diễn Mỹ Lewis Milestone. Đây được xem là bộ phim nói đầu tiên trong lịch sử điện ảnh, chấm dứt thời kì phim câm. Bộ phim giành giải Oscar cho đạo diễn xuất sắc nhất và Cảnh quay xuất sắc nhất cùng năm đó. Ngoài ra phim còn có 2 đề cử không thành công là Quay phim xuất sắc nhất và Kịch bản chuyển thể hay nhất.

### Phim truyền hình
Năm 1979, tác phẩm được chuyển thể thành phim truyền hình bởi đạo diễn Delbert Mann chỉ đạo và nam diễn viên Richard Thomas đóng vai Paul Bäumer.
Hiện một dự án làm phim mới, Daniel Radcliffe dự kiến đóng vai chính trong phim. Phim khởi quay năm 2012.

### Âm nhạc
Trong album Jump Up! năm 1982 của Elton John có bài hát "All Quiet On The Western Front" (nhạc sĩ Bernie Taupin). Bài hát với giai điệu buồn và đoạn điệp khúc nhắc đến những tổn thất trong chiến tranh ("It's gone all quiet on the Western Front / Male Angels sigh / ghosts in a flooded trench / As Germany dies").

### Kịch
Năm 2006, nhà hát kịch Nottingham đã diễn 1 vở kịch dựa trên nội dung cuốn tiểu thuyết do Robin Kingsland làm đạo diễn.

## Các bản dịch tiếng Việt
- Phía Tây không có gì lạ, Lê Huy dịch, Hà Nội: Nhà xuất bản Văn hóa, 1962 (tái bản: NXB Văn nghệ TPHCM, 2001).[7]
- Mùa thu cuối cùng, Trương Đình Thụy và Trần Tuấn Kiệt dịch, Sài Gòn: Gió Bốn Phương, 1968.
- Mặt trận miền Tây vẫn yên tĩnh, Phạm Trọng Khôi dịch, Sài Gòn: NXB Lá Bối, 1969.[7]
- Mặt trận miền Tây vẫn yên tĩnh, Tâm Nguyễn dịch, Sài Gòn: NXB Kinh Thi, 1973.[7]
- Mặt trận miền Tây vẫn yên tĩnh, Nhà xuất bản Văn học tái bản năm 2000.[8]
- Phía Tây không có gì lạ, Vũ Hương Giang dịch, Hà Nội: NXB Văn học và Công ty cổ phần Văn hóa Đông A, 2017.